# Champagne (telenovela)
Champagne es una telenovela brasileña producida y exhibida por Rede Globo a las 20 horas, entre el 24 de octubre de 1983 y el 4 de mayo de 1984, en 167 capítulos, reemplazando a Louco Amor y siendo sucedido por Partido Alto . Fue la 31ª " Telenovela a las ocho " que emite la emisora. Escrita por Cassiano Gabus Mendes, con la colaboración de Luciano Ramos y Rosana Hermann, y dirigida por Paulo Ubiratan, Wolf Maya y Mário Márcio Bandarra, con dirección general de Paulo Ubiratan.
Contó con Tony Ramos, Antônio Fagundes, Irene Ravache, Carla Camurati, Cássio Gabus Mendes, Beatriz Segall Jorge Dória y Marieta Severo en los papeles principales.
Esta telenovela fue exportada a Venezuela, Ecuador, Perú y Nicaragua. 

## Trama
En 1970, en una brillante fiesta de fin de año para la aristocracia, la joven criada Zaíra es asesinada misteriosamente. Pasan trece años y el principal acusado, el humilde camarero Gastão, que era colega de la víctima, intenta demostrar su inocencia, ayudado por su hijo, Nil, metiéndose en la vida de todos los que también estaban en la fiesta. También cuenta la historia de un astuto dúo de ladrones de joyas, la sofisticada Antônia Regina y João Maria, este último abogado penalista, miembro de la aristocracia decadente, que abraza la causa del padre de Nil.
Al final de la trama, Jurandir, el asesino de la chica, se suicida, y Zé Brandão, uno de sus amigos que estaban en la celebración, revela que él era el padre de Zaíra.

## Elenco
| Actor                    | Personaje                                 |
| ------------------------ | ----------------------------------------- |
| Tony Ramos               | Nilson Félix Cintra (Nil)                 |
| Irene Ravache            | Antonio Regina Toledo                     |
| Antônio Fagundes         | Joao María de Andrade Galvao              |
| Lucía Verísimo           | Elaine (Eli)                              |
| Carla Camurati           | Bárbara Toledo                            |
| Jorge Doria              | José Esquivel Brandão (Zé Brandão)        |
| Marieta Severo           | Dinah Mercadante Brandao                  |
| Sebastián Vasconcelos    | Gastón Félix Cintra                       |
| Eloísa Mafalda           | Adela Cintra                              |
| Casio Gabus Mendes       | Gregorio Mercadante Brandao (Greg)        |
| Mauro Mendonça           | Jurandir Pereira Martins                  |
| Ilka Soares              | Teresa Martins                            |
| Luisa Cardoso            | Anita Campelo                             |
| Carlos Augusto Strazzer  | Ronaldo                                   |
| María Isabel de Lizandra | Verónica                                  |
| Claudia Magno            | Maria Campbell                            |
| Irving São Paulo         | José "Zé" Rodolfo Pereira Martins         |
| Solange Teodoro          | Marli                                     |
| Claudio Correa y Castro  | Ralph Campelo                             |
| Isabel Ribeiro           | Gilda Campelo                             |
| Armando Bogus            | Farid                                     |
| Luis Carlos Arutim       | Camilo                                    |
| Beatriz Segall           | Eunice                                    |
| Cecil Thiré              | Lucio                                     |
| Nuno Leal Maia           | Renán                                     |
| Mila Moreira             | Fernanda                                  |
| Isis de Oliveira         | simone                                    |
| Dionisio Azevedo         | Joao Carlos Mercadante ( Juca )           |
| henriqueta brieba        | Luisa de Andrade Galvão ( Doña Luisinha ) |
| Magalhães Graça          | Napoleón                                  |
| monah delacy             | inês toledo                               |
| María Helena Días        | olivia                                    |
| Lidia Mattos             | Carlota Martín                            |
| marcos mello             | Tadeu Campelo                             |
| priscila rozenbaum       | Cynthia Pereira Martins                   |
| Gabriela Bicalho         | Norma Toledo ( Norma )                    |

### Elenco de apoyo
- Carlos Zara - Frederico Sherman ( pretendiente de Antonia al final) / anfitrión de la fiesta del primer capítulo
- Chaguinha[2]
- Cidinha Milán - Zenilda[2]
- Cininha de Paula[2]
- Daniel Filho[2] - Sr. morgan
- Eva Wilma[2] - Afrintion de la fiesta del primer capítulo
- Francisco Milani[2] - Participante de la fiesta
- Marco Vinicio[2]
- Nilton Barros[2]
- Osmar Prado[2] - Participante del partido
- Roberto Bomfim[2] - Amigo de Ralph
- Rosely Mansur[2]
- Estela Freitas[2] - Amiga de Zaira
- Suzane Carvalho - Zaíra[2]

## Música

### Nacional
1. "Rayos X" - Rita Lee[1]
2. "La Línea y el Lino" – Gilberto Gil[1] (tema de Verónica)
3. "Te pasó a ti" - Fafá de Belém[1] (tema de Greg y Mariah)
4. "Como la brisa" - Bruno
5. "Buenos tiempos" - Mariana
6. "Dolor romántico" - Wando[1]
7. "Casanova" - Ritchie[1] (tema de apertura)
8. "Mulher da Vida" - Simone[1] (tema de Dina)
9. "Una oportunidad más" - Edinho Santa Cruz
10. "Dulce Presencia" – Nana Caymmi[1] (Tema de Antônia y João Maria)
11. "Saia Rodada" - Olivia Hime (tema de Marli)
12. "I Wish" - Gilliard (tema de Nil)
13. "Que Trabalho é Esse" - Paulinho da Viola[1] (tema de Farid)
14. "Samba de verano" - Marcos Valle

### Internacional
1. "Gimme The Good News" - Cocodrilo Harris (tema de Renan)
2. "All Night Long" - Lionel Richie[1] (tema de Greg)
3. "Tú y yo" - Kenny Rogers y Barry Gibb (tema de Nil y Eli)
4. "Soy lo que soy" - Gloria Gaynor (tema de Anita)
5. "Solo mi imaginación" – Lillo Thomas (Tema de Antonia y João Maria)
6. "Simplemente no puedo evitar creer" - Boystown Gang (tema de ubicación)
7. "Mi señora" - James Othis White Jr. (tema de alquiler)
8. "As Time Goes By" – Willie Nelson[1] y Julio Iglesias[1] (tema de Teresa)
9. "Heart And Soul" - Huey Lewis (tema de ubicación)
10. " ¿Es este el final? " – Nueva edición (tema de Greg y Mariah)
11. "Sunshine Reggae" - Laid Back (tema de ubicación)
12. "Lo siento" - Los años sesenta (tema de Zé Rodolfo)
13. " Hacer el amor de la nada " – Air Supply (Tema de Ronaldo y Verônica)
14. "Champagne" – Manolo Otero[1] (tema general)